# Helochara inflatoseta
Helochara inflatoseta är en insektsart som beskrevs av Lethierry 1890. Helochara inflatoseta ingår i släktet Helochara och familjen dvärgstritar. Inga underarter finns listade i Catalogue of Life.